# Kaple Panny Marie Opatrovnice (Olomouc)
Kaple Panny Marie Opatrovnice je neorománská kaple postavená architektem Franzem Kottasem v areálu bývalého Olomouckého hradu, na rohu Dómské ulice a Václavského náměstí.

## Popis
Prostá drobná stavba z roku 1860 stojí na místě obytného domu zbořeného v první polovině 19. století. Za zdobnou mříží se skrývá malý prostor s oltáříkem a sádrovou kopií cenného gotického reliéfu Panny Marie Opatrovnice z 15. století.
Tento reliéf se až do roku 1802 nacházel nad vchodem do zvonové věže kostela Panny Marie na Předhradí (věž zbořena roku 1802, celý kostel roku 1839). Původně polychromovaný gotický reliéf znázorňuje postavu Panny Marie s dítětem, v horní části obklopenou dvěma anděly, v dolní části pak zástupem prosebníků, schovávajících se pod její plášť. Po levé straně jsou prosebníci ze stavu duchovního (papež, kardinál, biskup, mnichové a řeholnice), po pravé stav světský (císař, císařovna, král, šlechta, měšťanstvo).

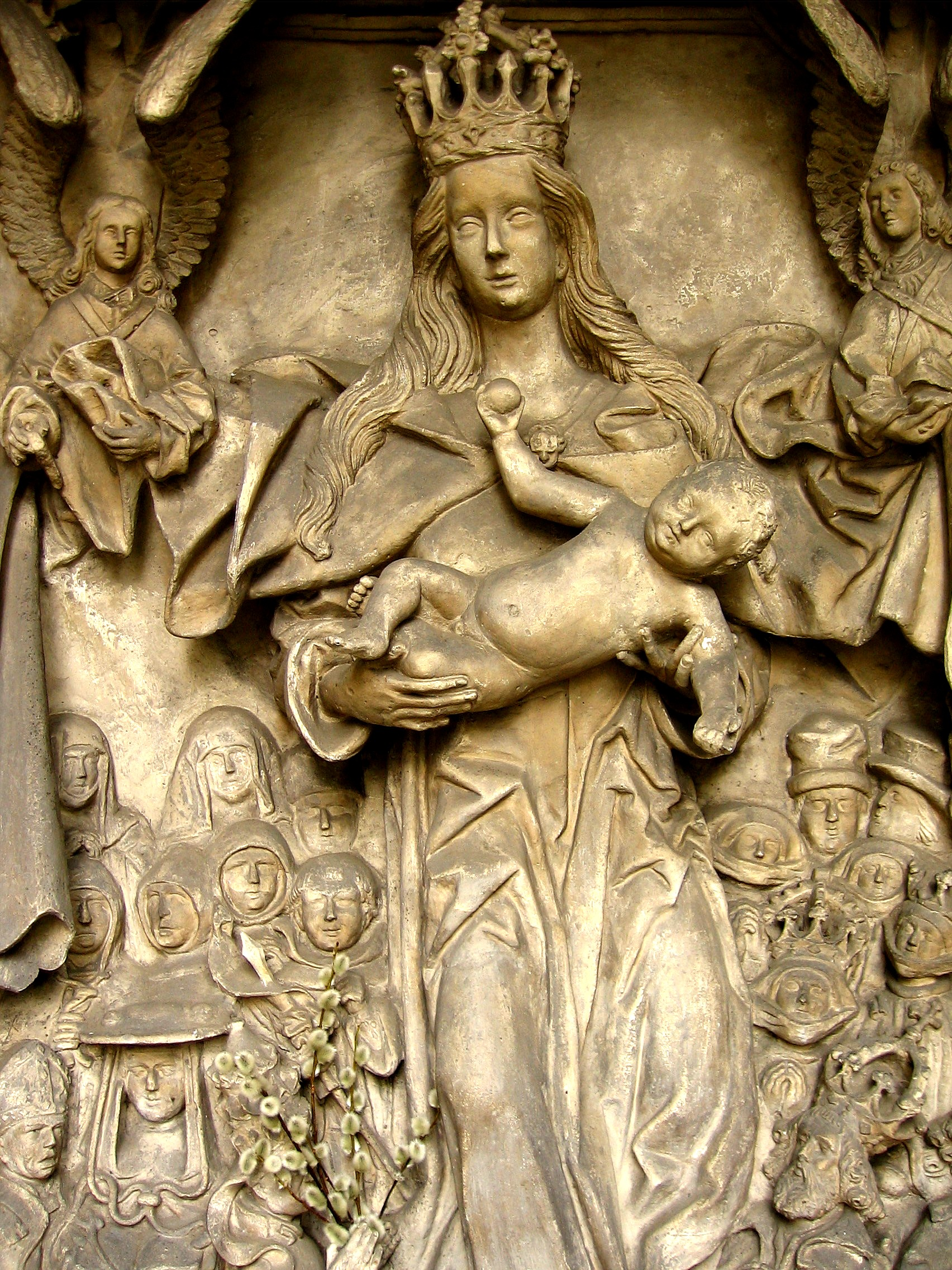
Gotický reliéf Panny Marie Opatrovnice
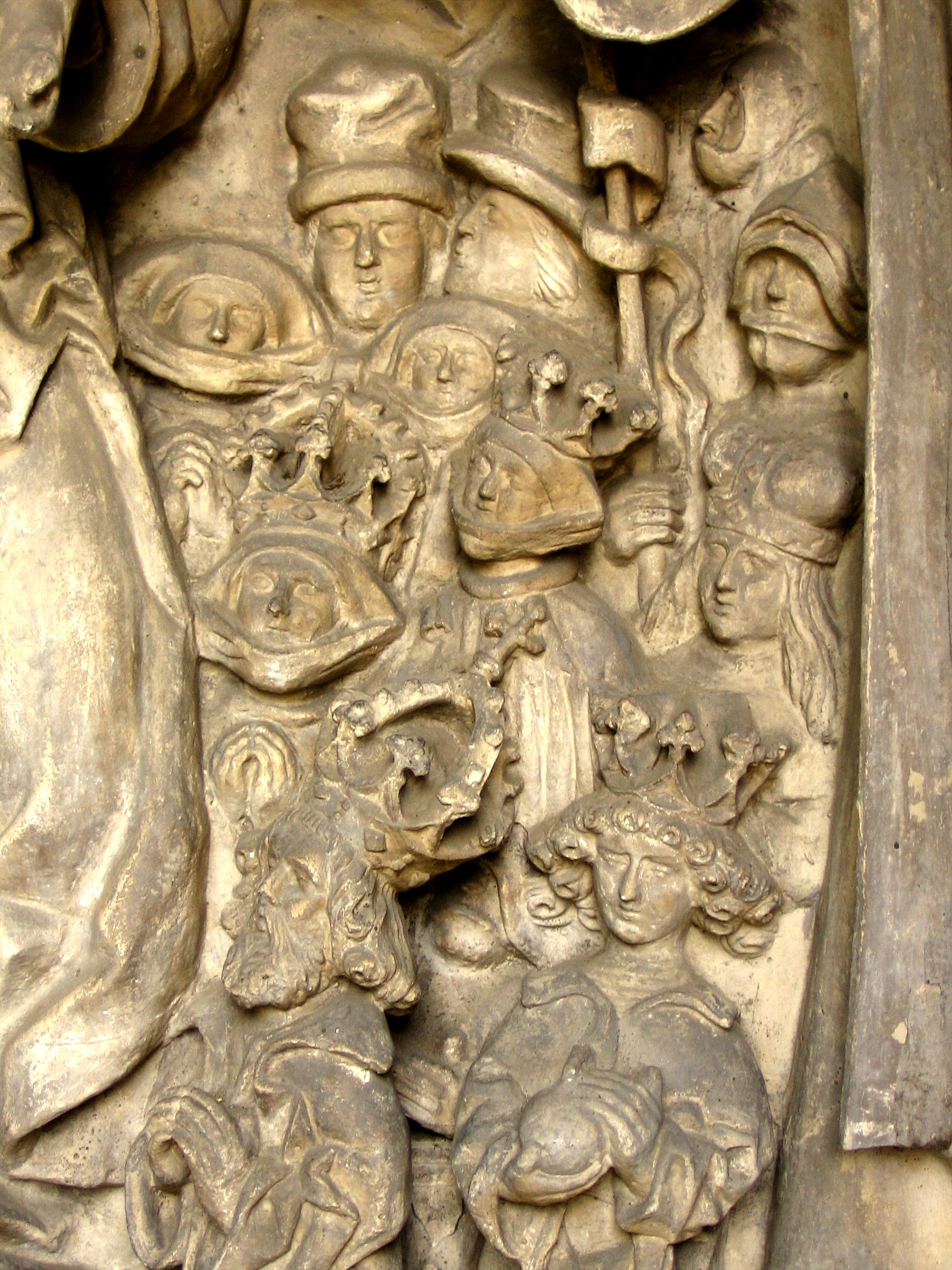
Detail gotického reliéfu: stav světský
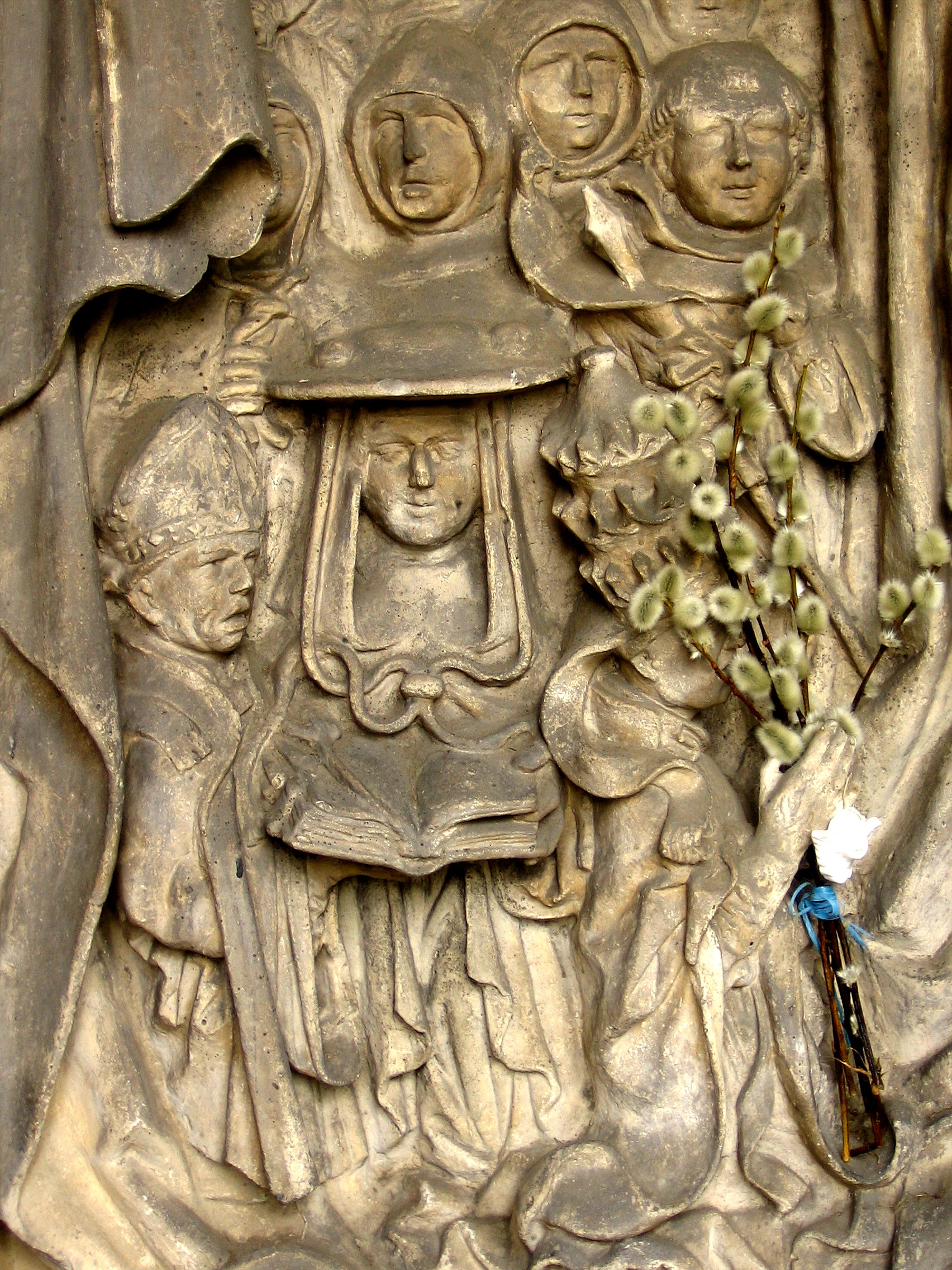
Detail gotického reliéfu: stav duchovní

Po bocích reliéfu se nachází dva výklenky, určené původně pro gotické sochy svatého Petra a svatého Pavla z druhé poloviny 15. století. Tyto sochy pochází z dalšího zbořeného kostela – kostela svatého Petra na Předhradí.
V roce 1974 byly sochy i originální reliéf přeneseny do Chórové kaple katedrály svatého Václava.
Nad sádrovým reliéfem se nachází kamenná deska s vytesaným zlaceným nápisem SVB TVVM PRAESIDIUM CONFVGIMUS SANCTA DEI GENITRIX. MDCCCLX
Reliéf je vedle sousoší Olivetské hory z kostela svatého Mořice jednou z nejcennějších památek gotického sochařství na území Olomouce.
Kaple je známá také pod názvem Panny Marie Ochranitelky nebo Madony Ochránkyně Olomouce.